# Sosibia aurita
Sosibia aurita är en insektsart som först beskrevs av Fabricius 1793.  Sosibia aurita ingår i släktet Sosibia och familjen Diapheromeridae. Inga underarter finns listade i Catalogue of Life.